# Maglebrænde Kirke
Maglebrænde Kirke ligger i landsbyen Maglebrænde ca. 3 km S for Stubbekøbing (Region Sjælland).

## Eksterne kilder og henvisninger
- Wikimedia Commons har flere filer relateret til Maglebrænde Kirke
- Maglebrænde Kirke Arkiveret 31. januar 2011 hos  Wayback Machine på nordenskirker.dk
- Maglebrænde Kirke på KortTilKirken.dk
- Maglebrænde Kirke på danmarkskirker.natmus.dk (Danmarks Kirker, Nationalmuseet)